# فلسطين الهلنستية
فلسطين الهلنستية وهو مصطلح يطلق على تاريخ منطقة فلسطين خلال الفترة الهلنستية، عندما سيطر الإسكندر الأكبر على "سوريا الأخمينية" وأصبحت تحت حكمه. وبعد وفاته وتقسيم إمبراطوريته بين الديادوتشي، أصبحت المنطقة أولاً تحت الحكم البطلمي بدءًا من أواخر القرن الرابع قبل الميلاد مع بطليموس الأول سوتر. وتلاها لحكم السلوقي الذي بدأ في أوائل القرن الثاني قبل الميلاد مع أنطيوخس الثالث الكبير. وفي وقت لاحق من نفس القرن، أضعفت ثورة المكابيين قبضة الإمبراطورية السلوقية ومهدت الطريق لظهور حكم سلالة الحشمونائيم المحلية. وبعد 63 عام قبل الميلاد من حصار القدس من قبل بومبي ضمت المنطقة إلى الجمهورية الرومانية، مما مثل نهاية فلسطين الهلنستية وبداية اليهودية الرومانية.

## الحكم المقدوني
تميزت بداية العصر الهلنستي بغزو الإسكندر الأكبر (333 قبل الميلاد). وعندما توفي الإسكندر في عام 323، لم يكن لديه وريث يمكنه من أن يأخذ مكانه كحاكم لإمبراطوريته، فقام جنرالاته بتقسيم الإمبراطورية فيما بينهم.

## الحكم البطلمي
سيطر بطليموس الأول سوتر على مصر في عام 322 قبل الميلاد بعد وفاة الإسكندر الأكبر. كما سيطر على يهود مديناتا عام 320 لأنه كان يدرك تمامًا أنها مكان عظيم يمكن من خلاله مهاجمة مصر وكانت أيضًا موقعًا دفاعيًا رائعًا. ومع ذلك كان هناك آخرون قد وضعوا أعينهم أيضًا على تلك المنطقة. حيث قام الجنرال سابق آخر "أنتيجونوس الأول مونوفثالموس" بطرد المرزبان من بابل، وفي عام 317 استمر "سلوقوس الأول نيكاتور" في السير نحو الشام. حيث وجد سلوقس ملجأً لدى بطليموس وقام كلاهما بحشد القوات ضد ابن أنتيغونوس، "ديمتريوس الأول المقدوني"، ومنذ أن تراجع أنتيغونوس عائداً إلى آسيا الصغرى. هُزم ديمتريوس في معركة غزة واستعاد بطليموس السيطرة على يهود مديناتا. وبعد فترة وجيزة عاد أنتيجونوس وأجبر بطليموس على التراجع إلى مصر. واستمر هذا حتى معركة إبسوس في عام 301 حيث هزمت جيوش سلوقس أنتيجونوس.
أُعطي سلوقس مناطق سوريا وفلسطين، ولكن بطليموس لم يتنازل عن تلك الأراضي، مما تسبب في الحروب السورية بين البطالمة والسلوقيين. حبث أنه لا يُعرف الكثير عن أحداث يهود مديناتا منذ وفاة الإسكندر وحتى معركة إبسوس بسبب كثرة المعارك.لكن السكان المحليين كانوا راضين بشكل عام عن حكم بطليموس الذي جلب السلام والاستقرار الاقتصادي. كما سمح لهم بالاحتفاظ بممارساتهم الدينية والتي لطالما دفعوا الضرائب من أجلها.
وبعد بطليموس جاء بطليموس الثاني فيلادلفوس [الإنجليزية]، والذي كان قادرًا على الاحتفاظ بإقليم يهود مديناتا وأوصل سلالة البطالمة [الإنجليزية] إلى ذروة قوتها. حيث انتصر في الحربين السوريتين الأولى والثانية، ولكن بعد محاولته إنهاء الصراع مع السلوقيين من خلال ترتيب زواج بين ابنته برنيس والملك السلوقي أنطيوخوس الثاني، توفي ولم ينجح الزواج المدبر، وقُتلت برنيس وأنطيوخوس وطفلهما بأمر من زوجة أنطيوخس السابقة. وكان هذا أحد أسباب الحرب السورية الثالثة.
كما حارب بطليموس الثاني الأنباط وهزمهم. ومن أجل إحكام قبضته عليهم، قام بتحصين العديد من المدن في فلسطين وبنى مدنًا جديدة. ونتيجة لذلك انتقل المزيد من اليونانيين والمقدونيين إلى تلك المدن الجديدة وجلبوا معهم عاداتهم وثقافتهم. كما أدت القاعدة البطلمية إلى ظهور "مزارعي الضرائب". وكان هؤلاء هم كبار المزارعين الذين جمعوا الضرائب المرتفعة من صغار المزارعين. ولقد حقق هؤلاء المزارعون الكثير من المال من هذا، ولكنه أحدث أيضًا صدعًا بين الطبقة الأرستقراطية وأي شخص آخر. أثناء نهاية الحرب السورية الثالثة، حيث لم يدفع رئيس الكهنة أونيا الثاني الضريبة إلى بطليموس الثالث يورجيتيس. ويعتقد أن هذا يدل على نقطة تحول في دعم اليهودي للبطالمة.
كانت الحربان السوريتان الرابعة والخامسة بمثابة نهاية سيطرة البطالمة على فلسطين. وقد أثرت هاتان الحربان على فلسطين أكثر من الحروب الثلاث السابقة. هذا بالإضافة إلى الجمع بين الحكام غير الفعالين بطليموس الرابع فيلوباتر وبطليموس الخامس وقوة الجيش السلوقي الكبير، حبث انتهتى حكم سلالة البطالمة التي استمرت قرنًا من الزمان على فلسطين.

## الحكم السلوقي
بدأت الحكم السلوقي في عام 198 قبل الميلاد تحت حكم أنطيوخس الثالث. ولقد سمح لليهود مثل البطالمة بالحفاظ على دينهم وعاداتهم، بل وذهب إلى حد تشجيع إعادة بناء الهيكل والمدينة بعد أن رحبوا به بحرارة في أورشليم. ومع ذلك كان أنطيوخس مدينًا للرومان بمبلغ كبير من المال. ومن أجل جمع هذه الأموال، قرر سرقة المعبد. ولم يرض ذلك أهل معبد بل في عيلام، فقتلوا أنطيوخس وكل من يساعده في سنة 187 ق.م. وخلفه ابنه سلوقوس الرابع فيلوباتر. ولقد دافع ببساطة عن المنطقة ضد بطليموس الخامس قبل أن يقتله وزيره في عام 175. وحل محله شقيقه أنطيوخس الرابع إبيفانيس. قبل أن يقتل الملك، وحاول الوزير هليودورس [الإنجليزية] سرقة كنوز الهيكل في أورشليم. وقد أبلغه بذلك أحد منافسي رئيس الكهنة الحالي أونيا الثالث. فلم يُسمح لهليودورس بدخول الهيكل، ولكن تطلب الأمر من أونيا أن يذهب ويشرح للملك سبب منع أحد وزرائه من الوصول إلى مكان ما. وفي غيابه عين أحد منافسيه رئيس كهنة جديد. وأخذ مكانه جيسون شقيق أونيا (نسخة هيلينية من يشوع).
أدى ذلك عدم الرضا عن الحكم السلوقي إلى الثورة المكابية التي قادها يهوذا المكابي. وأثبت أنه جنرال ناجح حيث هزم جيشًا بقيادة أبولونيوس. وبدأوا في جذب انتباه الملك أنطيوخس الرابع في عام 165، الذي طلب من مستشاره وضع حد للثورة. وأرسل المستشار ليسياس ثلاثة جنرالات للقيام بذلك، ولكنهم هزموا جميعًا على يد المكابيين. وبعد فترة وجيزة ذهب ليسياس بنفسه، ولكن بحسب سفري المكابيين الأول والثاني هُزِم. وهناك أدلة تثبت أن الأمر لم يكن بهذه البساطة وأنه كانت هناك مفاوضات، ولكن ليسياس ظل يغادر. وبعد وفاة أنطيوخس الرابع في عام 164، أعطى ابنه أنطيوخس الخامس لليهود الحرية الدينية. مما ادعى ليسياس أنه الوصي عليه. وفي هذا الوقت تقريبًا تمت إعادة تكريس المعبد. أثناء حصار ما، وقُتل أحد إخوة يهوذا وهو إليعازور. وكان على المكابيين أن يتراجعوا إلى أورشليم، حيث كان من المفترض أن يُضربوا بشدة. ومع ذلك اضطر ليسياس إلى الانسحاب بسبب التناقض حول من سيكون الوصي على أنطيوخس الخامس. وبعد فترة وجيزة قُتل كلاهما على يد "ديمتريوس الأول سوتر" الذي أصبح الملك الجديد. وكان رئيس الكهنة الجديد ألكيموس [الإنجليزية] الذي قد جاء إلى أورشليم بصحبة جيش بقيادة بكيديس. في وفي هذا الوقت تقريبًا كان يهوذا قادرًا على عقد معاهدة مع الرومان. وبعد ذلك بقليل قُتل يهوذا في أورشليم وهو يحارب جيش بكيديس. وخلفه أخوه جوناثان. ولمدة ثماني سنوات لم يفعل جوناثان الكثير. ومع ذلك ففي عام 153 بدأت الإمبراطورية السلوقية تواجه بعض المشاكل. واستغل يوناثان هذه الفرصة ليستبدل خدماته العسكرية بدمتريوس حتى يتمكن من استعادة القدس. وقد عينه ألكسندر بالاس رئيسًا للكهنة لنفس الأمر. وعندما نشبت الصراعات بين مصر والسلوقيين، احتل جوناثان عكرا. ومع نشوء صراعات على العرش، سيطر بالكامل على أكرا. ولكن في عام 142 قتل. وأخذ مكانه أخوه سمعان.

## قاعدة الحشمونائيم

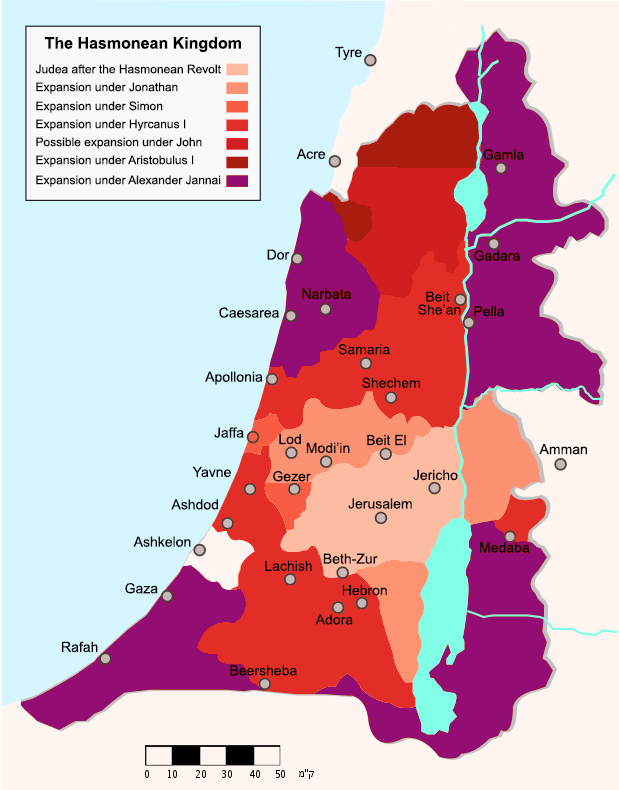
توسيع مملكة الحشمونائيم

رشح سمعان لقب رئيس الكهنة والجنرال والقائد من قبل "الجمعية العظيمة". ولقد تواصل مع روما ليطلب منهم ضمان أن تكون يهودا أرضًا مستقلة. حيث أراد أنطيوخوس السابع استعادة مدن جادارا ويوبا وعكرا. كما أراد تكريمًا كبيرًا جدًا. وأراد سيمون فقط أن يدفع جزءًا صغيرًا من ذلك المبلغ لمدينتين فقط، ولذلك أرسل أنطيوخس قائده سنديباوس للهجوم. وقُتل الجنرال وهرب الجيش. وقُتل أيضا سمعان واثنان من أبنائه في مؤامرة للإطاحة بالحسمونيين. وكان من المفترض أن يُقتل أيضًا ابنه الأخير المتبقي، يوحنا هيركانوس، ولكنه أُبلغ بالخطة وهرع إلى القدس للحفاظ عليها آمنة. وكان لدى هيركانوس العديد من القضايا للتعامل معها بصفته رئيس الكهنة الجديد. حيث غزا أنطيوخس يهودا وحاصر أورشليم في عام 134 قبل الميلاد. وبسبب نقص الطعام اضطر هيركانوس إلى عقد صفقة مع أنطيوخس. وكان عليه أن يدفع مبلغًا كبيرًا من المال، ويهدم أسوار المدينة، ويعترف بالسلطة السلوقية على يهودا، ويساعد السلوقيين في القتال ضد البارثيين. ووافق هيركانوس على ذلك ولكن الحرب ضد البارثيين لم تنجح وتوفي أنطيوخوس في عام 128.حيث تمكن هيركانوس من استعادة يهودا والحفاظ على سلطته. كما حافظ يوحنا هيركانوس على علاقات جيدة مع الرومان والمصريين، وذلك بسبب العدد الكبير من اليهود الذين يعيشون هناك، وغزا "شرق الأردن" و"السامرة" و"إدوميا" (المعروفة أيضًا باسم أدوم).
كان "أرستوبولوس الأول" أول ملك كاهن حشمونائيم. ولقد تحدى رغبة والده في أن تتولى والدته رئاسة الحكومة وبدلاً من ذلك ألقي بها وجميع إخوته باستثناء واحد في السجن. ومن لم يُلق في السجن قُتل فيما بعد بناءً على أوامره. وأهم ما فعله خلال فترة حكمه التي دامت عامًا واحدًا هو احتلال معظم الجليل. وبعد وفاته خلفه أخوه "ألكسندر جانيوس" والذي كان يهتم فقط بالسلطة والغزو. كما تزوج من أرملة أخيه، ولم يُظهر سوى القليل من الاحترام للشريعة اليهودية. وكان أول غزو له هو بطليموس. واستدعى من الشعب بطليموس التاسع طلبًا للمساعدة إذ كان موجودا في قبرص. ومع ذلك كانت والدته "كليوباترا الثالثة" هي التي جاءت لمساعدة الإسكندر وليس ابنها. ولم يكن الإسكندر حاكمًا شعبيًا. وأدى ذلك إلى حرب أهلية في القدس استمرت ست سنوات. وبعد وفاة ألكسندر جانيوس، أصبحت أرملته حاكمة، ولكن ليس رئيسة كهنة. وكانت نهاية الأسرة الحشمونائية عام 63 عندما جاء الرومان بناءً على طلب الملك الكاهن الحالي "أرستوبولوس الثاني" ومنافسه "هيركانوس الثاني". وفي عام 63 قبل الميلاد غزا الجنرال الروماني بومبي القدس وقام الرومان بتعيين هيركانوس الثاني كرئيس كهنة، ولكن يهوذا أصبحت مملكة تابعة لروما. وانتهت السلالة في عام 40 قبل الميلاد عندما توج الرومان هيرودس ملكًا على يهوذا. وبمساعدتهم استولى هيرودس على أورشليم بحلول عام 37.

## أنظر أيضا
- اليهودية الهلنستية [الإنجليزية]

## المزيد من القراءة
- Berlin، A. M. (1997). "From monarchy to markets: the Phoenicians in Hellenistic Palestine". Bulletin of the American Schools of Oriental Research. ج. 306 ع. 1: 75–88. DOI:10.2307/1357550. JSTOR:1357550. S2CID:156861576. مؤرشف من الأصل في 2023-11-29.
- Berlin، A. M. (2002). "Power and its afterlife: tombs in Hellenistic Palestine". Near Eastern Archaeology  [لغات أخرى]‏. ج. 65 ع. 2: 138–148. DOI:10.2307/3210875. JSTOR:3210875. S2CID:162034600. مؤرشف من الأصل في 2023-06-07.{{استشهاد بدورية محكمة}}:  صيانة الاستشهاد: علامات ترقيم زائدة (link)
- Davies، W.؛ Finkelstein، L.، المحررون (1990). The Hellenistic Age. The Cambridge History of Judaism. مطبعة جامعة كامبريدج. ج. 2. DOI:10.1017/CHOL9780521219297. ISBN:9780521219297. مؤرشف من الأصل في 2024-04-11.
- Erlich، A. (2009). The Art of Hellenistic Palestine. Archaeopress. ISBN:9781407305868. {{استشهاد بكتاب}}: |عمل= تُجوهل (مساعدة)
- Arav، Rami (1989). Hellenistic Palestine: Settlement Patterns and City Planning, 337-31 B.C.E. British Archaeological Reports, International Series. BAR Publishing. ج. 485. ISBN:9780860546221. ISSN:0143-3067.
- Tal، O. (2006). The Archaeology of Hellenistic Palestine: Between Tradition and Renewal (بالعبرية). מוסד ביאליק. ISBN:965-342-919-1. {{استشهاد بكتاب}}: |عمل= تُجوهل (مساعدة)